# 민아령
민아령(본명 : 임지현, 1983년 2월 24일 ~ )은 대한민국의 배우이다.

## 학력
- 상명대학교 영화학과

## 출연작

### 드라마
- 《학교 2013》 (KBS2, 2012년~2013년) - 박흥수의 누나 역
- 《세상 어디에도 없는 착한남자》 (KBS2, 2012년) - 스튜어디스 역
- 《로맨스가 필요해 2012》 (tvN, 2012년) - 구두매장 직원 역
- 《부탁해요 캡틴》 (SBS, 2012년) - 기내에서 프로포즈 받은 여자 역 (특별출연)
- 《꾸러기 천사들》 (EBS, 2011년) - 보라반 선생님 한가은 역
- 《결혼해주세요》 (KBS2, 2010년)
- 《아직도 결혼하고 싶은 여자》 (MBC, 2010년)
- 《두 아내》 (SBS, 2009년) - 유치원 선생님 역
- 《자명고》 (SBS, 2009년) - 신녀 역
- 《최강칠우》 (KBS2, 2008년) - 은희 역
- 《스포트라이트》 (MBC, 2008년) - 정기자 역
- 《흔들리지마》 (SBS, 2008년) - 서비서 역
- 《누구세요?》 (MBC, 2008년)
- 《별순검 시즌1》 (MBC드라마넷, 2007년)
- 《왕과 나》 (SBS, 2007년) - 달래 역
- 《깍두기》 (MBC, 2007년)
- 《MBC 베스트극장 - 동네한바퀴》 (MBC, 2006년)
- 《그대는 별》 (KBS1, 2004년) - 서화연 역

### 영화
- 《고치방》 (2011년) - 미스 오 역
- 《사랑이 무서워》 (2011년) - 웨이트리스 역
- 《서유기 리턴즈》 (2011년) - 삼장법사 역
- 《웨딩드레스》 (2010년) - 수란 역
- 《트라이앵글》 (2009년) - 지영 친구 역
- 《헬로우 마이 러브》 (2009년) - 조유희 역
- 《인사동 스캔들》 (2009년) - 방송 진행자 역
- 《핸드폰》 (2009년) - 윤진아 코디 역
- 《선택》 (2003년) - 다방 레지 2 역
- 《품행제로》 (2003년) - 중필반 아이들 역

## 수상
- 2001년 매직스 광고모델 선발대회 대상